# 下默切舒鄉 (多爾日縣)
43°53′N 23°43′E / 43.883°N 23.717°E
下默切舒鄉（羅馬尼亞語：Comuna Măceșu de Jos, Dolj），是羅馬尼亞的鄉份，位於該國西南部，由多爾日縣負責管轄，面積57平方公里，海拔高度31米，2007年人口1,465，人口密度每平方公里26人。